# 高途 (五代)
高途，字昭远，唐朝末年、五代十国后梁官员，唐朝开国功臣高士廉的八世孙。
高途开始为鄜州从事，被盐铁使秦韬玉所知，推荐给朱温，署为宣武军掌记，升迁为汴宋亳观察判官。唐昭宗文德初年，监宋州军州事。当时编户刚刚恢复，高途克己为政，定履亩之税，以抑兼并。朱温命自己的辖区内都仿照其制，於是赋无虚额，民无逋负，仓库实而军需丰。改任天平、宣义两府从事。

## 注
1. ↑  《册府元龟》卷七百二十九
2. ↑  《册府元龟》卷八百二十八
3. ↑  《册府元龟》卷七百二十九
4. ↑  《册府元龟》卷六百七十七